# Concedimi
Concedimi è il singolo di debutto del cantante italiano Matteo Romano, pubblicato il 17 novembre 2020.

## Video musicale
Il video, diretto da Fabrizio Conte e prodotto da Borotalco.tv, è stato pubblicato il 17 dicembre 2020 attraverso il canale YouTube del cantante.

## Tracce
Testi e musiche di Matteo Romano.
1. Concedimi – 3:09

## Classifiche
| Classifica (2021) | Posizione massima |
| ----------------- | ----------------- |
| Italia            | 13                |

### Classifiche di fine anno
| Classifica (2021) | Posizione |
| ----------------- | --------- |
| Italia            | 91        |